# Pangrapta mandarina
Pangrapta mandarina là một loài bướm đêm trong họ Erebidae.